# Matt Turner (futbolista)
Matthew Charles Turner (Park Ridge, Nueva Jersey, 24 de junio de 1994) es un futbolista estadounidense que juega como portero en el New England Revolution de la Major League Soccer.

## Trayectoria
Su primer club fue el Jersey Express, luego fue traspasado al New England Revolution, donde fue cedido al Richmond Kickers entre 2016 y 2017.
Tras haber jugado más de cien partidos en seis años con el New England Revolution, el 27 de junio de 2022 fichó por el Arsenal F. C. Después de una temporada se marchó traspasado en agosto de 2023 al Nottingham Forest F. C., equipo con el que firmó hasta 2027. En su primer año disputó 21 encuentros y en agosto de 2024 fue cedido al Crystal Palace F. C.
El 1 de agosto de 2025 fichó por el Olympique de Lyon a cambio de ocho millones de euros y el 10% de la plusvalía de una futura venta. A su vez, fue cedido al New England Revolution por un año con una opción de compra de tres millones de euros.

## Selección nacional
Debutó como internacional absoluto con la selección de fútbol de los Estados Unidos el 31 de enero de 2021, en un partido amistoso frente a la selección de fútbol de Trinidad y Tobago.
En 2021 disputó la Copa Oro 2021, donde la selección de Estados Unidos logró el título, y Matt Turner fue nombrado mejor portero del torneo.

### Participaciones en Copa Oro de la Concacaf
| Torneo           | Sede                    | Resultado   | Partidos | Goles recibidos | Valla invicta |
| ---------------- | ----------------------- | ----------- | -------- | --------------- | ------------- |
| Copa Oro de 2021 | Estados Unidos          | Campeón     | 6        | 1               | 5             |
| Copa Oro de 2023 | Estados Unidos · Canadá | Semifinales | 4        | 4               | 2             |

### Participaciones en Liga de Naciones de la Concacaf
| Torneo                   | Sede      | Resultado | Partidos | Goles recibidos | Valla invicta |
| ------------------------ | --------- | --------- | -------- | --------------- | ------------- |
| Liga de Naciones 2022-23 | Las Vegas | Campeón   | 2        | 0               | 2             |
| Liga de Naciones 2023-24 | Arlington | Campeón   | 2        | 1               | 1             |

## Estadísticas

### Clubes
Actualizado al último partido disputado el 30 de octubre de 2024.
| Richmond Kickers Estados Unidos        | 2.ª           | 2016          | 7   | 3   | — | — | — | — | 7   | 3   |
| Richmond Kickers Estados Unidos        | 2.ª           | 2017          | 20  | 24  | — | — | — | — | 20  | 24  |
| Richmond Kickers Estados Unidos        | Total club    | Total club    | 27  | 27  | 0 | 0 | 0 | 0 | 27  | 27  |
| New England Revolution Estados Unidos  | 1.ª           | 2018          | 27  | 42  | 0 | 0 | — | — | 27  | 42  |
| New England Revolution Estados Unidos  | 1.ª           | 2019          | 21  | 28  | 2 | 4 | — | — | 23  | 32  |
| New England Revolution Estados Unidos  | 1.ª           | 2020          | 27  | 28  | 0 | 0 | — | — | 27  | 28  |
| New England Revolution Estados Unidos  | 1.ª           | 2021          | 29  | 37  | 0 | 0 | — | — | 29  | 37  |
| New England Revolution Estados Unidos  | 1.ª           | 2022          | 5   | 7   | 0 | 0 | — | — | 5   | 7   |
| New England Revolution Estados Unidos  | Total club    | Total club    | 109 | 142 | 2 | 4 | 0 | 0 | 111 | 146 |
| Arsenal F. C. Inglaterra               | 1.ª           | 2022-23       | 0   | 0   | 2 | 1 | 5 | 3 | 7   | 4   |
| Arsenal F. C. Inglaterra               | Total club    | Total club    | 0   | 0   | 2 | 1 | 5 | 3 | 7   | 4   |
| Nottingham Forest F. C. Inglaterra     | 1.ª           | 2023-24       | 17  | 28  | 4 | 3 | — | — | 21  | 31  |
| Nottingham Forest F. C. Inglaterra     | Total club    | Total club    | 17  | 28  | 4 | 3 | 0 | 0 | 21  | 31  |
| Crystal Palace F. C. Inglaterra        | 1.ª           | 2024-25       | 0   | 0   | 1 | 1 | — | — | 1   | 1   |
| Crystal Palace F. C. Inglaterra        | Total club    | Total club    | 0   | 0   | 1 | 1 | 0 | 0 | 1   | 1   |
| Total carrera                          | Total carrera | Total carrera | 148 | 190 | 9 | 9 | 5 | 3 | 162 | 202 |
| (1) Hace referencia a goles encajados. |               |               |     |     |   |   |   |   |     |     |

## Palmarés

### Títulos nacionales
| Título           | Club                 | País       | Año  |
| ---------------- | -------------------- | ---------- | ---- |
| Community Shield | Arsenal F. C.        | Inglaterra | 2023 |
| FA Cup           | Crystal Palace F. C. | Inglaterra | 2025 |

### Títulos internacionales
| Título                          | Club (*)       | Sede           | Año  |
| ------------------------------- | -------------- | -------------- | ---- |
| Copa Oro                        | Estados Unidos | Estados Unidos | 2021 |
| Liga de Naciones de la Concacaf | Estados Unidos | Estados Unidos | 2023 |
| Liga de Naciones de la Concacaf | Estados Unidos | Estados Unidos | 2024 |

(*) Incluyendo la selección.

### Distinciones individuales
| Distinción                                                  | Año  |
| ----------------------------------------------------------- | ---- |
| Guante de oro de la Copa Oro                                | 2021 |
| Once ideal de la Copa Oro                                   | 2021 |
| Guardameta del año de la Major League Soccer                | 2021 |
| All-Star de la Major League Soccer                          | 2021 |
| Mejor portero de la Liga de Naciones de la Concacaf 2022-23 | 2023 |
| Mejor portero de la Liga de Naciones de la Concacaf 2023-24 | 2024 |